# Nicchia ecologica

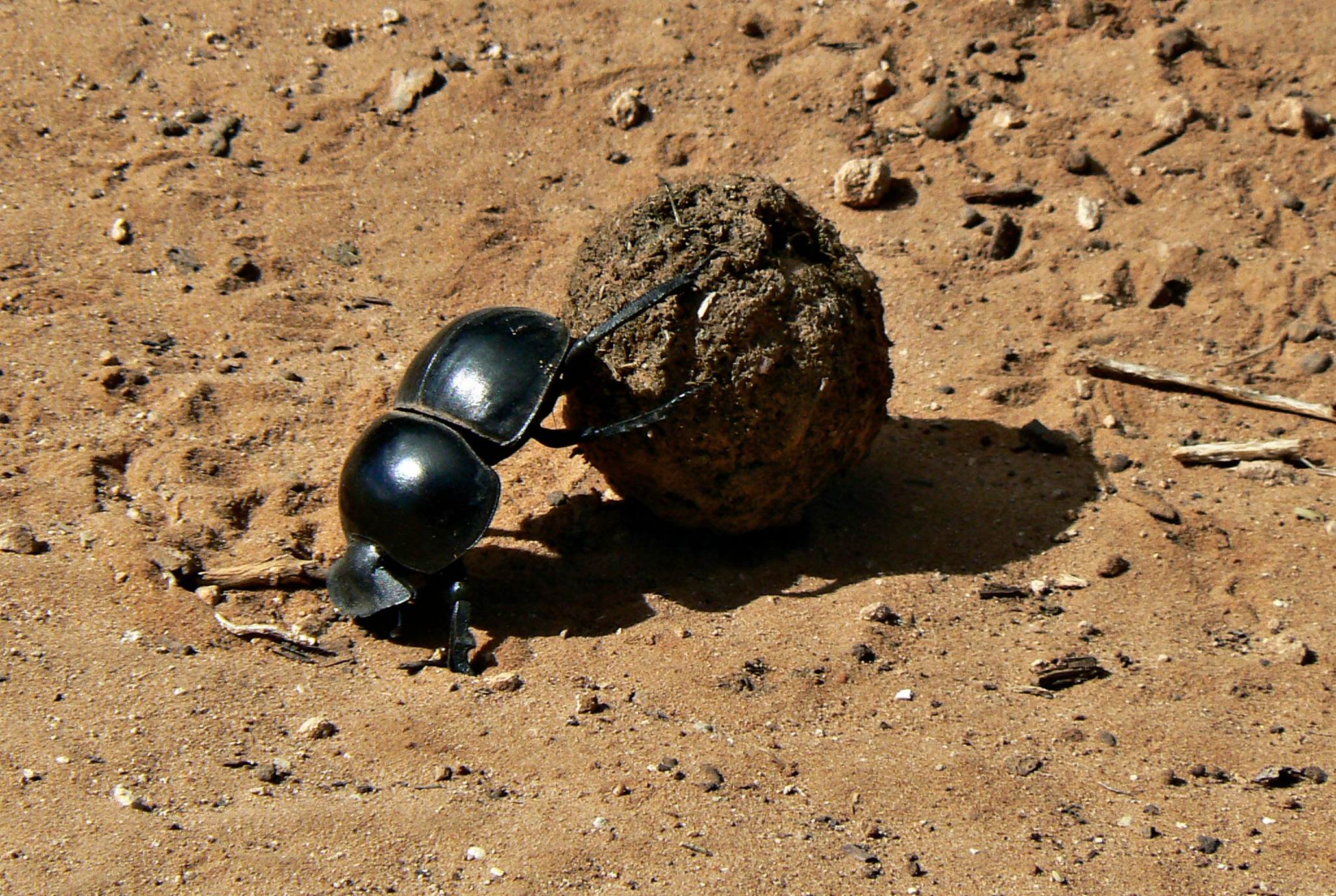
Lo scarabeo stercorario incapace di volare occupa una nicchia ecologica: sfruttare gli escrementi degli animali come fonte di cibo.

La nicchia ecologica è una locuzione che indica il ruolo di una specie (o di una popolazione) all'interno di un ecosistema, ossia l'insieme di: modo di vivere, strategie di sopravvivenza, esigenze alimentari, territoriali e tutte le condizioni fisiche, chimiche e biologiche che ne permettono l'esistenza in quel particolare ambiente. Per definizione una nicchia ecologica esiste solo se esiste una specie che la occupa.

## Descrizione
Agli inizi degli anni venti, il termine veniva utilizzato come sinonimo di habitat, cioè lo spazio fisico occupato da una popolazione in un ecosistema (nicchia spaziale). In seguito, il concetto venne ampliato con l'introduzione della nicchia trofica, il ruolo ecologico all'interno della comunità. Negli anni cinquanta venne, infine, coniato il termine di nicchia pluridimensionale, la quale è una sorta di ipervolume: uno spazio concettuale delineato da tutte le interazioni (biotiche ed abiotiche) che influenzano l'esistenza di una specie in un ecosistema.
In ecologia si usa fare una distinzione tra:
- Nicchia fondamentale
- Nicchia realizzata

La nicchia fondamentale è la nicchia massima teorica occupabile da una popolazione in condizioni ideali, cioè in assenza di competizione e con risorse non limitanti.
La nicchia realizzata è invece quella realmente occupata da una specie e la cui ampiezza è minore a causa della competizione interspecifica e intraspecifica.

## Nicchia grinnelliana

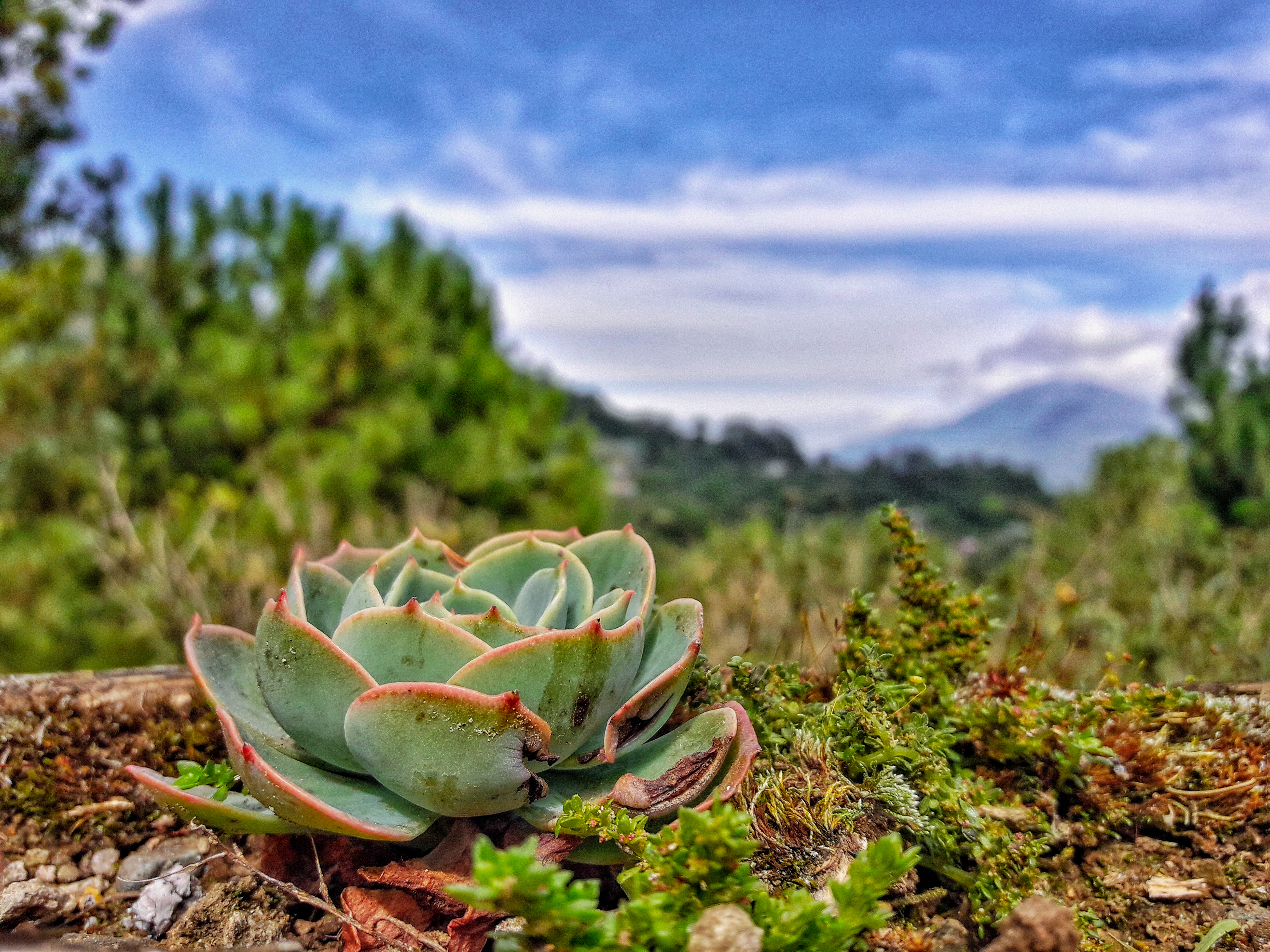
La nicchia grinnelliana può essere definita la nicchia dei "bisogni", ovvero un'area che soddisfa i requisiti ambientali per la sopravvivenza di un organismo. La maggior parte delle piante grasse sono originarie delle regioni aride come i deserti e richiedono grandi quantità di esposizione al sole.

Il significato ecologico di nicchia deriva dal significato di "nicchia" come rientranza in un muro per una statua, che a sua volta è probabilmente derivato dal termine francese medio nicher, che significa nidificare. Il termine fu coniato dal naturalista Roswell Hill Johnson ma Joseph Grinnell fu probabilmente il primo ad usarlo in un programma di ricerca nel 1917, nel suo articolo "The niche relations of the California Thrasher".
Il concetto di nicchia grinnelliana incarna l'idea che la nicchia di una specie è determinata dall'habitat in cui vive e dai suoi adattamenti comportamentali che la accompagnano. In altre parole, la nicchia è la somma dei requisiti e dei comportamenti dell'habitat che consentono a una specie di persistere e produrre prole. Ad esempio, il comportamento del Toxostoma redivivum è coerente con l'habitat chaparral in cui vive: si riproduce e si nutre nel sottobosco e fugge dai suoi predatori trascinandosi di sottobosco in sottobosco. La sua "nicchia" è definita dall'appropriato completamento del comportamento e dei tratti fisici del Toxostoma redivivum (colore mimetico, ali corte, gambe forti) con questo habitat.
Le nicchie grinnelliane possono essere definite da variabili non interattive (abiotiche) e condizioni ambientali su larga scala. Le variabili di interesse in questa classe di nicchia includono la temperatura media, le precipitazioni, la radiazione solare e l'aspetto del terreno che sono diventati sempre più accessibili su scale spaziali. La maggior parte della letteratura si è concentrata su costrutti di nicchia ginnelliani, spesso da una prospettiva climatica, per spiegare la distribuzione e l'abbondanza. Le attuali previsioni sulle risposte delle specie ai cambiamenti climatici si basano fortemente sulla proiezione di condizioni ambientali alterate sulla distribuzione delle specie. Tuttavia, è sempre più riconosciuto che il cambiamento climatico influenza anche le interazioni tra le specie e una prospettiva eltoniana può essere vantaggiosa per spiegare questi processi.
Questa prospettiva di nicchia consente l'esistenza sia di equivalenti ecologici che di nicchie vuote. Un equivalente ecologico di un organismo è un gruppo tassonomico diverso che mostra adattamenti simili in un habitat simile; un esempio sono le diverse piante grasse che si trovano rispettivamente nei deserti americani e africani, come cactus ed euforbia. Come altro esempio, le lucertole Anolis delle Grandi Antille sono un raro esempio di evoluzione convergente, radiazione adattativa e esistenza di equivalenti ecologici: le lucertole anole si sono evolute in microhabitat simili indipendentemente l'uno dall'altro e ha prodotto gli stessi ecomorfi in tutte e quattro le isole.

## Nicchia eltoniana

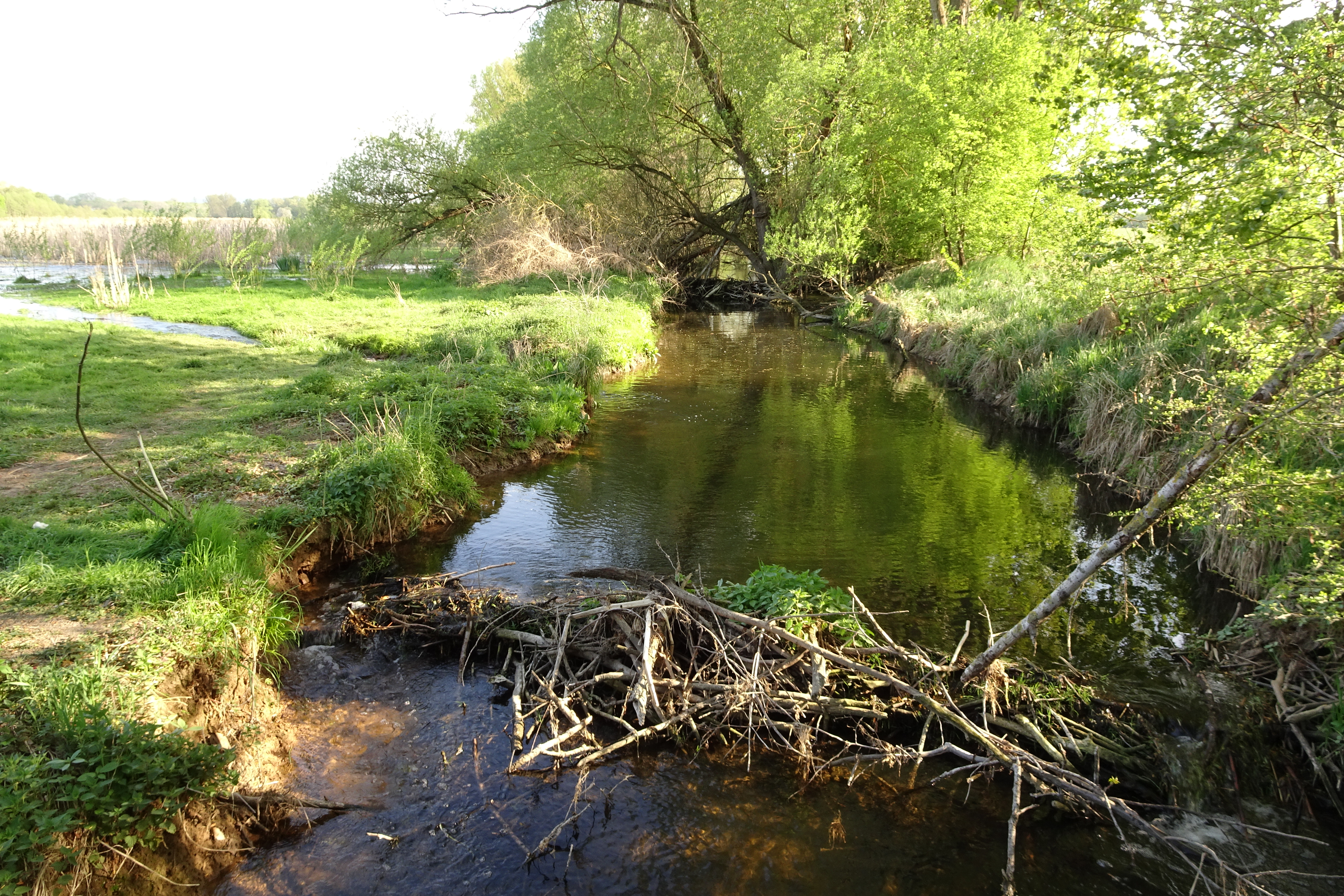
Diga di castori in Hesse, Germania. Sfruttando la risorsa del legno disponibile, i castori stanno influenzando le condizioni biotiche per altre specie che vivono nel loro habitat.

Nel 1927 Charles Sutherland Elton, un ecologista britannico, disse: "La 'nicchia' di un animale significa il suo posto nell'ambiente biotico, le sue relazioni con il cibo e i nemici ".

Elton ha classificato le nicchie in base alle attività di foraggiamento ("abitudini alimentari"): 
Ad esempio c'è la nicchia che è occupata da rapaci che si cibano di piccoli animali come toporagni e topi. In un bosco di querce questa nicchia è occupata dall'allocco, mentre nei prati aperti è occupata dal gheppio. L'esistenza di questa nicchia di carnivori dipende dall'ulteriore fatto che i topi formano una definita nicchia di erbivori in molte associazioni diverse, sebbene le specie reali di topi possano essere abbastanza diverse. 
Concettualmente, la nicchia eltoniana introduce l'idea della risposta e dell'effetto di una specie sull'ambiente. A differenza di altri concetti di nicchia, sottolinea che una specie non solo cresce e risponde a un ambiente basato sulle risorse disponibili, sui predatori e sulle condizioni climatiche, ma cambia anche la disponibilità e il comportamento di tali fattori man mano che cresce. In un esempio estremo, i castori richiedono determinate risorse per sopravvivere e riprodursi, ma costruiscono anche dighe che alterano il flusso dell'acqua nel fiume dove vive il castoro. Pertanto, il castoro influisce sulle condizioni biotiche e abiotiche di altre specie che vivono dentro e vicino allo spartiacque. In un caso più sottile, i concorrenti che consumano risorse a velocità diverse possono portare a cicli di densità delle risorse che differiscono tra le specie. Non solo le specie crescono in modo diverso rispetto alla densità delle risorse, ma la loro stessa crescita della popolazione può influenzare la densità delle risorse nel tempo.
Le nicchie eltoniane si concentrano sulle interazioni biotiche e sulle dinamiche consumatore-risorsa (variabili biotiche) su scala locale. A causa della ristretta portata del focus, i set di dati che caratterizzano le nicchie eltoniane sono tipicamente sotto forma di studi sul campo dettagliati di specifici fenomeni individuali, poiché le dinamiche di questa classe di nicchie sono difficili da misurare su un'ampia scala geografica. Tuttavia, la nicchia eltoniana può essere utile nella spiegazione della resistenza di una specie al cambiamento globale. Poiché gli aggiustamenti nelle interazioni biotiche cambiano inevitabilmente i fattori abiotici, le nicchie eltoniane possono essere utili per descrivere la risposta complessiva di una specie a nuovi ambienti.

## Nicchia hutchinsoniana

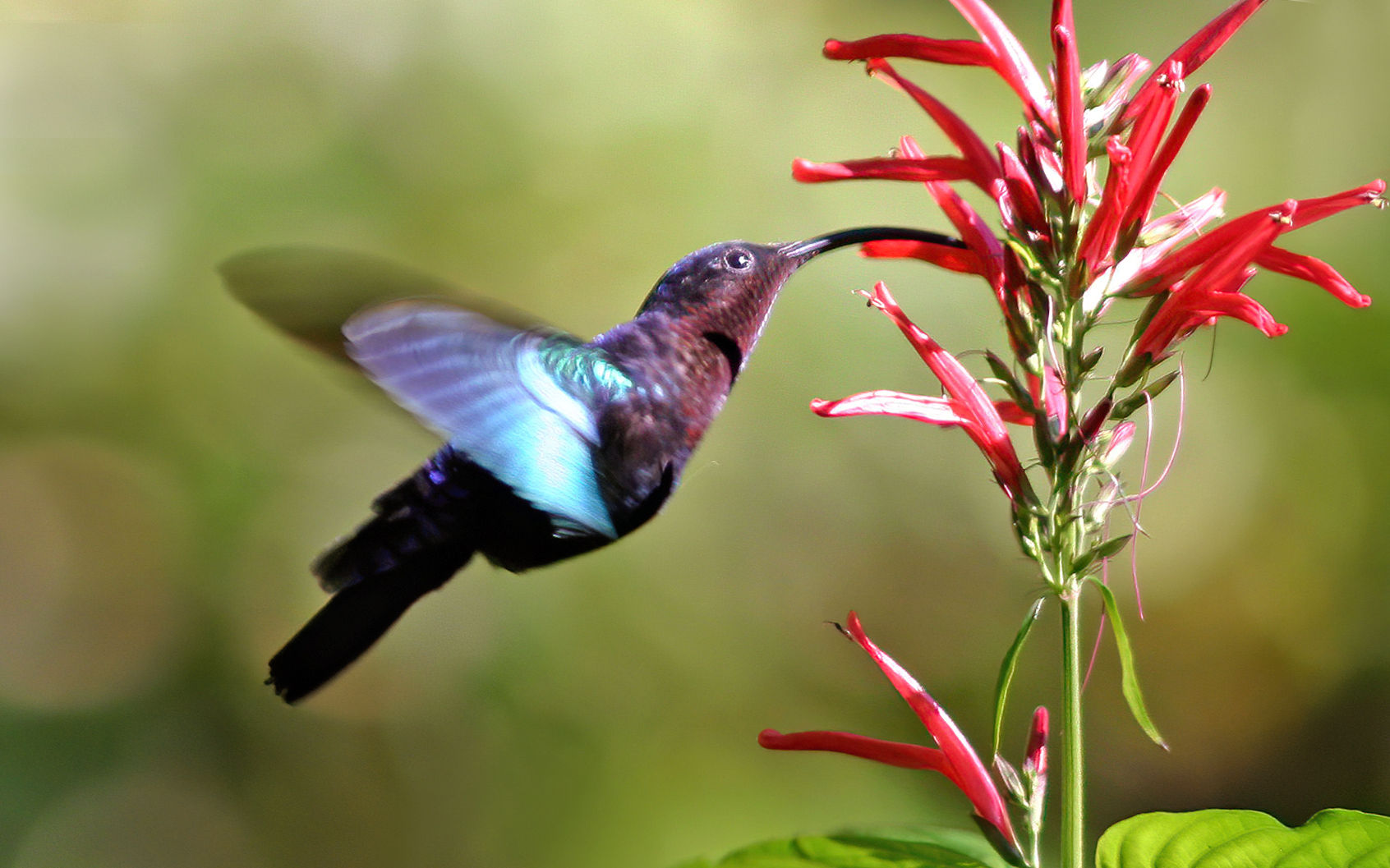
La forma del becco di Eulampis jugularis è complementare alla forma del fiore e con essa si è co-evoluta, consentendogli di sfruttare il nettare come risorsa.

La nicchia hutchinsoniana è un "ipervolume n-dimensionale", dove le dimensioni sono condizioni e risorse ambientali, che definiscono i requisiti di un individuo o di una specie per praticare il proprio stile di vita, più in particolare, affinché la sua popolazione persista. L'"ipervolume" definisce lo spazio multidimensionale delle risorse (ad esempio luce, nutrienti, struttura, eccetera) a disposizione e utilizzate dagli organismi e "tutte le specie diverse da quelle in esame sono considerate parte del sistema di coordinate."

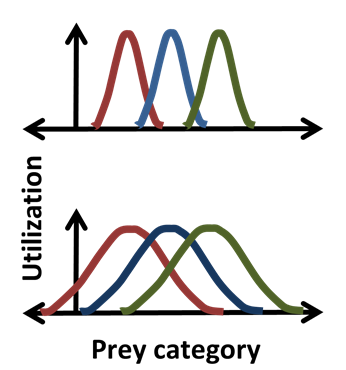
Laddove tre specie mangiano le stesse prede, un'immagine statistica di ciascuna nicchia mostra una sovrapposizione nell'utilizzo delle risorse fra tre specie, indicando dove la concorrenza è più forte.

Il concetto di nicchia è stato reso popolare dallo zoologo G. Evelyn Hutchinson nel 1957. Hutchinson si è interrogato sul perché ci siano così tanti tipi di organismi in ogni habitat. Il suo lavoro ha ispirato molti altri a sviluppare modelli per spiegare quante e come specie coesistenti simili potrebbero essere all'interno di una data comunità, e ha portato ai concetti di "ampiezza di nicchia" (la varietà di risorse o habitat utilizzati da una data specie), "nicchia partizionamento" (differenziazione delle risorse per specie coesistenti) e "sovrapposizione di nicchia" (sovrapposizione dell'uso delle risorse da parte di specie diverse). 

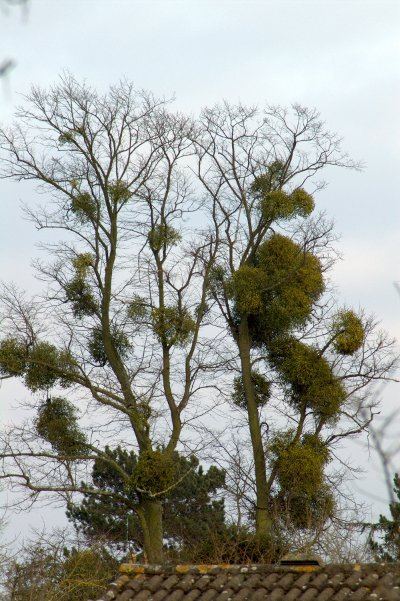
Come pianta emiparassita, il vischio in questo albero sfrutta il suo ospite per i nutrienti e come luogo di crescita.

Le statistiche sono state introdotte nella nicchia Hutchinson da Robert MacArthur e Richard Levins utilizzando la nicchia di "utilizzo delle risorse" utilizzando istogrammi per descrivere la "frequenza di occorrenza" in funzione di una coordinata di Hutchinson. Quindi, ad esempio, un gaussiano potrebbe descrivere la frequenza con cui una specie mangia prede di una certa taglia, fornendo una descrizione di nicchia più dettagliata rispetto alla semplice specificazione di una dimensione media della preda. Per tale distribuzione a campana, la posizione, la larghezza e la forma della nicchia corrispondono alla deviazione standard media e la distribuzione effettiva stessa. 
L'approccio dell'utilizzo delle risorse consiste nel postulare che non solo la concorrenza può verificarsi, ma anche che si verifica, e che la sovrapposizione nell'utilizzo delle risorse consente direttamente la stima dei coefficienti di concorrenza. Questo postulato, tuttavia, può essere fuorviante, poiché ignora gli impatti che le risorse di ciascuna categoria hanno sull'organismo e gli impatti che l'organismo ha sulle risorse di ciascuna categoria. Ad esempio, la risorsa nella regione di sovrapposizione può essere non limitante, nel qual caso non c'è concorrenza per questa risorsa nonostante la sovrapposizione di nicchia.
Un organismo libero dall'interferenza di altre specie potrebbe utilizzare l'intera gamma di condizioni (biotiche e abiotiche) e le risorse in cui potrebbe sopravvivere e riprodursi che è chiamata la sua nicchia fondamentale. Tuttavia, a causa della pressione e delle interazioni con altri organismi (cioè la competizione interspecifica), le specie sono solitamente costrette ad occupare una nicchia più ristretta di questa, e alla quale sono per lo più altamente adattate; questa è definita la nicchia realizzata. Hutchinson ha usato l'idea della competizione per le risorse come il meccanismo principale che guida l'ecologia, ma l'eccessiva enfasi su questa focalizzazione si è rivelata un handicap per il concetto di nicchia. In particolare, l'eccessiva enfasi sulla dipendenza di una specie dalle risorse ha portato a un'enfasi troppo scarsa sugli effetti degli organismi sul loro ambiente, ad esempio la colonizzazione e le invasioni.
Il termine "zona adattiva" è stato coniato dal paleontologo George Gaylord Simpson per spiegare come una popolazione potesse saltare da una nicchia all'altra a lei adatta, passare a una "zona adattiva", resa disponibile in virtù di qualche modifica, o forse di un cambiamento nella catena alimentare, che ha messo a sua disposizione la zona adattativa senza discontinuità nel suo modo di vivere perché il gruppo era "pre-adattato" alla nuova opportunità ecologica.
La "nicchia" di Hutchinson (una descrizione dello spazio ecologico occupato da una specie) è leggermente diversa dalla "nicchia" come definita da Grinnell (un ruolo ecologico, che può o non può essere effettivamente ricoperto da una specie).
Una nicchia è un segmento molto specifico dell'ecospazio occupato da una singola specie. Partendo dal presupposto che non esistono due specie identiche sotto tutti gli aspetti (chiamato "assioma della disuguaglianza" di Hardin) e dal principio di esclusione competitiva, alcune risorse o dimensioni adattative forniranno una nicchia specifica per ciascuna specie. Le specie possono tuttavia condividere un "modo di vita" o una "strategia autotecologica" che sono definizioni più ampie di ecospazio. Ad esempio, le specie delle praterie australiane, sebbene diverse da quelle delle praterie delle Grandi Pianure, mostrano modi di vita simili.
Una volta che una nicchia viene lasciata libera, altri organismi possono occupare quella posizione. Ad esempio, la nicchia lasciata vacante dall'estinzione del tarpan è stata occupata da altri animali (in particolare una piccola razza equina, il konik). Inoltre, quando piante e animali vengono introdotti in un nuovo ambiente, hanno il potenziale per occupare o invadere la nicchia o le nicchie degli organismi autoctoni, spesso superando le specie indigene. L'introduzione di specie non autoctone in habitat non autoctoni da parte dell'uomo spesso provoca l'inquinamento biologico da parte delle specie esotiche o invasive.
La rappresentazione matematica della nicchia fondamentale di una specie nello spazio ecologico, e la sua successiva proiezione nello spazio geografico, è il dominio della modellazione di nicchia.

## Teoria della nicchia contemporanea
La teoria della nicchia contemporanea (chiamata anche "teoria della nicchia classica" in alcuni contesti) è un framework originariamente progettato per conciliare diverse definizioni di nicchie e per aiutare a spiegare i processi sottostanti che influenzano le equazioni di Lotka-Volterra all'interno di un ecosistema. Il quadro è incentrato su "modelli di risorse-consumatore" che suddividono in gran parte un dato ecosistema in risorse (ad esempio luce solare o acqua disponibile nel suolo) e consumatori (ad esempio qualsiasi essere vivente, compresi piante e animali), e tenta di definire l'ambito delle possibili relazioni che potrebbe esistere tra i due gruppi.
Nella teoria contemporanea della nicchia, la "nicchia di impatto" è definita come la combinazione di effetti che un determinato consumatore ha su:
a) le risorse che utilizza
b) gli altri consumatori nell'ecosistema
Pertanto, la nicchia di impatto è equivalente alla nicchia eltoniana poiché entrambi i concetti sono definiti dall'impatto di una determinata specie sul suo ambiente.
La gamma di condizioni ambientali in cui una specie può sopravvivere e riprodursi con successo (vale a dire la definizione hutchinsoniana di una nicchia realizzata) è inclusa anche nella teoria della nicchia contemporanea, chiamata "nicchia del fabbisogno" (requirement niche). Tale nicchia è delimitata sia dalla disponibilità di risorse sia dagli effetti della coesistenza dei consumatori (ad esempio concorrenti e predatori).

### Coesistenza sotto la teoria contemporanea della nicchia
La teoria contemporanea della nicchia fornisce tre requisiti che devono essere soddisfatti affinché due specie (consumatori) coesistano:
1. Le nicchie dei requisiti di entrambi i consumatori devono sovrapporsi.
2. Ogni consumatore deve competere con l'altro per la risorsa di cui ha più bisogno. Ad esempio, se due piante (P1 e P2) sono in competizione per l'azoto e il fosforo in un dato ecosistema, coesisteranno solo se sono limitate da risorse diverse (P1 è limitato dall'azoto e P2 è limitato dal fosforo, forse) e ciascuna le specie devono competere con le altre specie per ottenere quella risorsa (P1 deve essere migliore nell'ottenere azoto e P2 deve essere migliore nell'ottenere fosforo). Intuitivamente, questo ha senso da una prospettiva inversa: se entrambi i consumatori sono limitati dalla stessa risorsa, una delle specie sarà alla fine il miglior concorrente e solo quella specie sopravviverà. Inoltre, se P1 fosse stato surclassato per l'azoto (la risorsa di cui aveva più bisogno) non sarebbe sopravvissuto. Allo stesso modo, se P2 è stato superato per il fosforo, non sarebbe sopravvissuto.
3. La disponibilità delle risorse limitanti (azoto e fosforo nell'esempio sopra) nell'ambiente sono equivalenti.

Questi requisiti sono interessanti e controversi perché richiedono che due specie qualsiasi condividano un determinato ambiente (hanno nicchie di requisiti sovrapposte) ma differiscono fondamentalmente i modi in cui usano (o "impattano") quell'ambiente. Questi requisiti sono stati ripetutamente violati da specie non autoctone (ossia introdotte dall'uomo e quindi invasive), che spesso coesistono con nuove specie nei loro areali non autoctoni, ma non sembrano essere vincolate a questi requisiti. In altre parole, la teoria contemporanea della nicchia prevede che le specie non saranno in grado di invadere nuovi ambienti al di fuori della loro nicchia richiesta (cioè realizzata), eppure molti esempi di ciò sono ben documentati. Inoltre, la teoria contemporanea della nicchia prevede che le specie non saranno in grado di stabilirsi in ambienti in cui altre specie consumano già risorse allo stesso modo delle specie in arrivo, tuttavia anche gli esempi di ciò sono numerosi.

## Nicchia e gamma geografica

Rappresentazione schematica degli effetti dell'esclusione competitiva sul cirripede Chthamalus stellatus nella zona intertidale. Gli intervalli geografici fondamentali e realizzati di C. stellatus sono rappresentati rispettivamente dalle barre blu scuro e azzurro.

L'area geografica di una specie può essere vista come un riflesso spaziale della sua nicchia, insieme alle caratteristiche del modello geografico e delle specie che influenzano il suo potenziale di colonizzazione. L'area geografica fondamentale di una specie è l'area che occupa in cui le condizioni ambientali sono favorevoli, senza restrizioni da barriere per disperdersi o colonizzare. Una specie sarà confinata al suo areale geografico realizzato quando dovrà confrontarsi con interazioni biotiche o barriere abiotiche che limitano la dispersione, un sottoinsieme più ristretto del suo più ampio areale geografico fondamentale.
Un primo studio sulle nicchie ecologiche condotto da Joseph H. Connell ha analizzato i fattori ambientali che limitano la portata di un cirripede (Chthamalus stellatus) sull'isola scozzese di Cumbrae. Nei suoi esperimenti, Connell descrisse le caratteristiche dominanti delle nicchie di C. stellatus e spiegò la loro distribuzione nella zona intercotidale della costa rocciosa dell'isola. Connell ha descritto che la parte superiore della gamma di C. stellatus è limitata dalla capacità del cirripede di resistere alla disidratazione durante i periodi di bassa marea. La parte inferiore dell'areale era limitata da interazioni interspecifiche, vale a dire la competizione con una specie di cirripedi convivente e la predazione da parte di una lumaca. Rimuovendo il B. balanoides in competizione, Connell ha mostrato che C. stellatus è stato in grado di estendere il bordo inferiore della sua nicchia realizzata in assenza di esclusione competitiva. Questi esperimenti dimostrano come fattori biotici e abiotici limitino la distribuzione di un organismo.

## Parametri
Le diverse dimensioni, o plot axes, di una nicchia rappresentano diverse variabili biotiche e abiotiche. Questi fattori possono includere descrizioni della storia della vita dell'organismo, dell'habitat, della posizione trofica (il posto dell'organismo nella catena alimentare) e dell'area geografica. Secondo il principio di esclusione competitiva, due specie non possono occupare a lungo la stessa nicchia nello stesso ambiente. I parametri di una nicchia realizzata sono descritti dalla larghezza della nicchia realizzata di quella specie. Alcune piante e animali, chiamati specialisti, hanno bisogno di habitat e ambienti specifici per sopravvivere, come l'allocco macchiato, che vive in particolare nelle foreste secolari. Altre piante e animali, chiamati generalisti, non sono così particolari e possono sopravvivere in una serie di condizioni, ad esempio il dente di leone.